# 921
سنة 921 م كانت سنة بسيطة تبدأ يوم الإثنين (الرابط يظهر نموذج التقويم الكامل للسنة) من التقويم اليولياني.

## مواليد
- أبي نو سيمي.

## وفيات
- إلبيرة مينيديس (زوجة أردونيو الثاني).
- ابن المرزبان.